# Rungg (Tramin)
Rungg ([rʊŋk]; italienisch Ronchi) ist eine Ortschaft in Südtirol und eine Fraktion der Gemeinde Tramin. Der kleine Ortskern befindet sich auf 290–320 m Höhe am sanft ansteigenden Hangfuß des Mendelkamms auf der orographisch rechten, westlichen Seite des Etschtals im Südtiroler Unterland. Umgeben ist das knapp südlich vom Gemeindehauptort Tramin gelegene Rungg von weitläufigen Reblandschaften des Südtiroler Weinbaugebiets. Für den Kraftverkehr ist Rungg in erster Linie über die ein wenig unterhalb verlaufende Südtiroler Weinstraße erschlossen.
Der Name findet sich häufig in Tirol und kommt von runcus (‚Rodung‘). Während Mittelalter und Früher Neuzeit wurde Rungg als Teil des Traminer Sprengels zunächst von Trienter bischöflichen Gastalden (erstmals 1214 genannt) und ab 1282 von Tiroler landesfürstlichen Amtsträgern administrativ und gerichtlich verwaltet und nunmehr dem Sprengel Margreid-Kurtatsch zugeschlagen.
Bei Rungg wurde im Jahr 1885 ein frühbronzezeitlicher Statuenmenhir entdeckt. Die kleine St.-Josef-Kirche wurde Anfang des 20. Jahrhunderts erbaut. Seit 1956 besteht in Rungg eine eigene Freiwillige Feuerwehr. Administrativ gehörte Rungg lange zur Gemeinde Kurtatsch, ehe es 1978 Tramin zugeschlagen wurde.